# Osmia nanula
Osmia nanula är en biart som beskrevs av Cockerell 1897. Osmia nanula ingår i släktet murarbin, och familjen buksamlarbin. Inga underarter finns listade i Catalogue of Life.